# Hilaire Bernigaud de Chardonnet

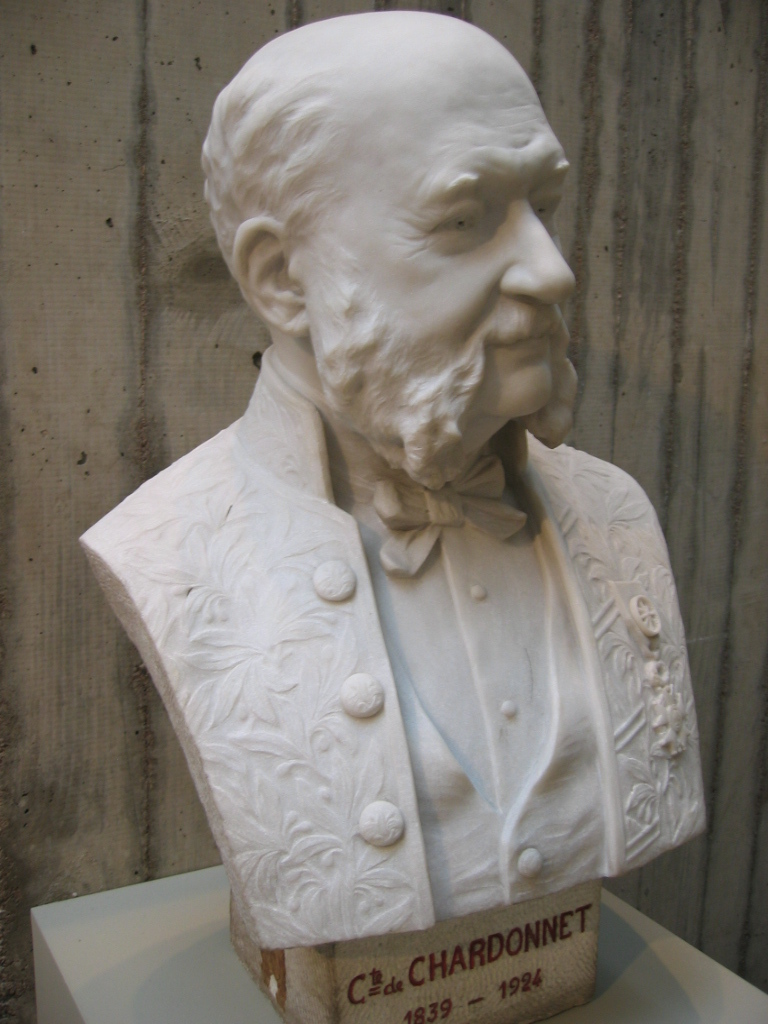
Hilaire de Chardonnet przedstawiony na popiersiu

Hilaire Bernigaud de Chardonnet (ur. 1 maja 1839 w Besançon, zm. 12 marca 1924 w Paryżu) – francuski chemik, inżynier oraz przemysłowiec. Z wykształcenia był inżynierem budowy dróg i mostów. Opracował metodę otrzymywania sztucznego jedwabiu z nitrocelulozy na skalę przemysłową. Swój wynalazek zaprezentował po raz pierwszy na wystawie światowej w Paryżu w 1889 roku. W 1891 roku zbudował pierwszą na świecie fabrykę sztucznego jedwabiu.